# Картерет (округ)
Округ Картерет (англ. Carteret County) располагается в штате Северная Каролина, США. Официально образован в 1722 году. По состоянию на 2010 год, численность населения составляла 66 469 человек.

## География
По данным Бюро переписи США, общая площадь округа равняется 3473,193 км2, из которых 1346,801 км2 суша и 2126,392 км2 или 61,2 % это водоемы.

## Население
По данным переписи населения 2000 года в округе проживает 59 383 жителей в составе 25 204 домашних хозяйств и 17 365 семей. Плотность населения составляет 44,00 человека на км2. На территории округа насчитывается 40 947 жилых строений, при плотности застройки около 30,00-ти строений на км2. Расовый состав населения: белые — 90,28 %, афроамериканцы — 6,99 %, коренные американцы (индейцы) — 0,54 %, азиаты — 0,43 %, гавайцы — 0,06 %, представители других рас — 0,60 %, представители двух или более рас — 1,09 %. Испаноязычные составляли 1,74 % населения независимо от расы.
В составе 26,50 % из общего числа домашних хозяйств проживают дети в возрасте до 18 лет, 56,00 % домашних хозяйств представляют собой супружеские пары проживающие вместе, 9,60 % домашних хозяйств представляют собой одиноких женщин без супруга, 31,10 % домашних хозяйств не имеют отношения к семьям, 26,10 % домашних хозяйств состоят из одного человека, 10,10 % домашних хозяйств состоят из престарелых (65 лет и старше), проживающих в одиночестве. Средний размер домашних хозяйств составляет 2,31 человека, и средний размер семьи 2,76 человека.
Возрастной состав округа: 20,70 % моложе 18 лет, 6,40 % от 18 до 24, 27,20 % от 25 до 44, 28,40 % от 45 до 64 и 28,40 % от 65 и старше. Средний возраст жителя округа 42 лет. На каждые 100 женщин приходится 96,50 мужчин. На каждые 100 женщин старше 18 лет приходится 94,10 мужчин.
Средний доход на домохозяйство в округе составлял 2 009 USD, на семью — 49 711 USD. Среднестатистический заработок мужчины был 31 365 USD против 22 126 USD для женщины. Доход на душу населения составлял 21 260 USD. Около 8,00 % семей и 10,70 % общего населения находились ниже черты бедности, в том числе — 15,40 % молодежи (тех, кому ещё не исполнилось 18 лет) и 9,40 % тех, кому было уже больше 65 лет.